# Wangdue Phodrang (distrikt)
Wangdue Phodrang (Dzongkha: དབང་འདུས་ཕོ་བྲང་རྫོང་ཁག་; Wylie: Dbang-'dus Pho-brang rdzong-khag; tidigare Wangdi Phodrang) är ett av Bhutans tjugo distrikt (dzongkha). Huvudstaden är Wangdue Phodrang.
Distriktet har cirka 31 135 invånare på en yta av 4 046 km².

## Administrativ indelning
Distriktet är indelat i femton gewog:
- Athang Gewog
- Bjena Gewog
- Daga Gewog
- Dangchu Gewog
- Gangte Gewog
- Gasetsho Gom Gewog
- Gasetsho Om Gewog
- Kazhi Gewog
- Nahi Gewog
- Nyisho Gewog
- Phangyuel Gewog
- Phobji Gewog
- Ruepisa Gewog
- Sephu Gewog
- Thedtsho Gewog